# Fed Cup 2015
La Fed Cup 2015 è stata la 53ª edizione del più importante torneo tennistico per nazionali femminili che si è tenuto dal 7 febbraio al 15 novembre 2015. Il torneo è stato vinto per la nona volta, seconda consecutiva, dalla Repubblica Ceca (considerando anche i titoli vinti con la Cecoslovacchia).

## Gruppo Mondiale
| Partecipanti | Partecipanti | Partecipanti | Partecipanti |
| Australia    | Canada       | Rep. Ceca    | Francia      |
| Germania     | Italia       | Polonia      | Russia       |
| ------------ | ------------ | ------------ | ------------ |

### Tabellone
|  | Quarti di finale | Quarti di finale | Quarti di finale |           |           | Semifinali | Semifinali | Semifinali |  |  | Finale | Finale | Finale |  |
|  |                  |                  |                  |           |           |            |            |            |  |  |        |        |        |  |
|  |                  | Canada           | 0                |           |           |            |            |            |  |  |        |        |        |  |
|  |                  | Canada           | 0                |           |           |            |            |            |  |  |        |        |        |  |
|  | 1                | Rep. Ceca        | 4                |           |           |            |            |            |  |  |        |        |        |  |
|  | 1                | Rep. Ceca        | 4                |           | Rep. Ceca | Rep. Ceca  | 3          |            |  |  |        |        |        |  |
|  |                  |                  |                  |           | Rep. Ceca | Rep. Ceca  | 3          |            |  |  |        |        |        |  |
|  |                  |                  | Francia          | Francia   | 1         |            |            |            |  |  |        |        |        |  |
|  | 3                | Italia           | Francia          | Francia   | 1         | 2          |            |            |  |  |        |        |        |  |
|  | 3                | Italia           |                  |           |           |            |            |            |  |  |        |        |        |  |
|  |                  | Francia          | 3                |           |           |            |            |            |  |  |        |        |        |  |
|  |                  | Francia          | 3                | Rep. Ceca | Rep. Ceca | 3          |            |            |  |  |        |        |        |  |
|  |                  |                  |                  |           |           |            |            |            |  |  |        |        |        |  |
|  |                  |                  | Russia           | Russia    | 2         |            |            |            |  |  |        |        |        |  |
|  |                  | Polonia          | Russia           | Russia    | 2         | 0          |            |            |  |  |        |        |        |  |
|  |                  |                  |                  |           |           | 0          |            |            |  |  |        |        |        |  |
|  | 4                | Russia           | 4                |           |           |            |            |            |  |  |        |        |        |  |
|  | 4                | Russia           | 4                |           | Russia    | Russia     | 3          |            |  |  |        |        |        |  |
|  |                  |                  |                  |           | Russia    | Russia     | 3          |            |  |  |        |        |        |  |
|  |                  |                  | Germania         | Germania  | 2         |            |            |            |  |  |        |        |        |  |
|  | 2                | Germania         | Germania         | Germania  | 2         | 4          |            |            |  |  |        |        |        |  |
|  | 2                | Germania         |                  |           |           |            |            |            |  |  |        |        |        |  |
|  |                  | Australia        | 1                |           |           |            |            |            |  |  |        |        |        |  |

Le perdenti del primo turno disputeranno i play-off con le vincitrici del II Gruppo Mondiale.

## Spareggi Gruppo Mondiale
Le 4 squadre sconfitte nel primo turno del Gruppo Mondiale e le 4 squadre vincitrici del Gruppo Mondiale II partecipano agli Spareggi del Gruppo Mondiale. Le 4 squadre vincenti avranno il diritto a partecipare al Gruppo Mondiale del prossimo anno insieme alle 4 squadre vincitrici del primo turno del Gruppo Mondiale.
data: 18-19 aprile
| Sede                                               | Squadra #1  | Punteggio | Squadra #2  |
| -------------------------------------------------- | ----------- | --------- | ----------- |
| Brindisi, Italia (Terra rossa outdoor)             | Italia      | 3 – 2     | Stati Uniti |
| 's-Hertogenbosch, Paesi Bassi (Terra rossa indoor) | Paesi Bassi | 4 – 1     | Australia   |
| Zielona Góra, Polonia (Cemento indoor)             | Polonia     | 2 – 3     | Svizzera    |
| Montréal, Canada (Cemento indoor)                  | Canada      | 2 – 3     | Romania     |

## Gruppo Mondiale II
data: 7-8 febbraio
| Sede                                          | Squadra #1  | Punteggio | Squadra #2  |
| --------------------------------------------- | ----------- | --------- | ----------- |
| Apeldoorn, Paesi Bassi (Terra rossa indoor)   | Paesi Bassi | 4 – 1     | Slovacchia  |
| Galați, Romania (Cemento indoor)              | Romania     | 3 – 2     | Spagna      |
| Helsingborg, Svezia (Cemento indoor)          | Svezia      | 1 – 3     | Svizzera    |
| Buenos Aires, Argentina (Terra rossa outdoor) | Argentina   | 1 – 4     | Stati Uniti |

## Spareggi Gruppo Mondiale II
Le 4 squadre sconfitte nel Gruppo Mondiale II hanno disputato gli spareggi contro le 4 squadre qualificate dai rispettivi gruppi zonali. Le vincitrici saranno incluse nel Gruppo Mondiale II della prossima edizione.
data: 18-19 aprile
| Sede                                          | Squadra #1 | Punteggio | Squadra #2  |
| --------------------------------------------- | ---------- | --------- | ----------- |
| Novi Sad, Serbia (Cemento indoor)             | Serbia     | 4 – 1     | Paraguay    |
| Bratislava, Slovacchia (Terra rossa indoor)   | Slovacchia | 4 – 0     | Svezia      |
| Tokyo, Giappone (Cemento indoor)              | Giappone   | 2 – 3     | Bielorussia |
| Buenos Aires, Argentina (Terra rossa outdoor) | Argentina  | 0 – 4     | Spagna      |

## Zona Americana

### Gruppo I
- Impianto: La Loma Centro Deportivo, San Luis Potosí, Messico (cemento outdoor - decoturf)
- Date: 4-7 febbraio

|  |    | Classifica finale |
|  | -- | ----------------- |
|  | 1. | Paraguay          |
|  | 2. | Brasile           |
|  | 3. | Messico Colombia  |
|  | 5. | Bolivia           |
|  | 6. | Cile Venezuela    |

### Gruppo II
- da stabilire

## Zona Asia/Oceania

### Gruppo I
- Impianto: Guangdong Olympic Tennis Centre, Guangzhou, Cina (cemento outdoor)
- Date: 4-7 febbraio

|  |    | Classifica finale |
|  | -- | ----------------- |
|  | 1. | Giappone          |
|  | 2. | Kazakistan        |
|  | 3. | Corea del Sud     |
|  | 4. | Cina              |
|  | 5. | Thailandia        |
|  | 6. | Uzbekistan        |
|  | 7. | Taipei cinese     |
|  | 8. | Hong Kong         |

### Gruppo II
- Impianto: SAAP Tennis Complex, Hyderabad, India (cemento)
- Date: 14-18 aprile

Squadre partecipanti
- Filippine
- India
- Indonesia
- Iran
- Iraq
- Kirghizistan
- Malaysia

- Oman
- Comunità del Pacifico
- Pakistan
- Singapore
- Sri Lanka
- Turkmenistan

## Zona Euro-Africana

### Gruppo I
- Impianto: SYMA Rendezvény és kongresszusi központ, Budapest, Ungheria (Cemento indoor)
- Date: 4-7 febbraio

|  |     | Classifica finale     |
|  | --- | --------------------- |
|  | 1.  | Bielorussia Serbia    |
|  | 3.  | Croazia Gran Bretagna |
|  | 5.  | Turchia Ungheria      |
|  | 7.  | Belgio Georgia        |
|  | 9.  | Ucraina               |
|  | 10. | Bulgaria              |
|  | 11. | Lettonia Portogallo   |
|  | 15. | Austria Liechtenstein |

### Gruppo II
- Impianto: Tere Tennisekeskus, Tallinn, Estonia (cemento indoor - plexipavé)
- Date: 4-7 febbraio

|  |    | Classifica finale           |
|  | -- | --------------------------- |
|  | 1. | Estonia Sudafrica           |
|  | 3. | Finlandia Slovenia          |
|  | 5. | Bosnia ed Erzegovina Egitto |
|  | 7. | Irlanda Lussemburgo         |

### Gruppo III
- Impianto: Bellevue, Dulcigno, Montenegro (terra)
- Date: 13-18 aprile

Squadre partecipanti
- Algeria
- Angola
- Armenia
- Cipro
- Rep. del Congo
- Danimarca

- Grecia
- Islanda
- Lituania
- Macedonia
- Madagascar
- Mauritius

- Moldavia
- Montenegro
- Namibia
- Norvegia
- Ruanda